# Серди
Серди е название на келтско племе, населявало Софийската котловина в периода от III в. пр.н.е. по време на келтската инвазия на Балканския полуостров до завладяването на региона от Римската империя през I век от н.е. Античните автори отбелязват името на племето „серди“, заселило се трайно на територията на днешното Софийско поле, на местата обитавани преди това от тракийските племена трери и тилатеи. Името, вероятно от келтски произход, преминава и върху главното селище в региона – Сердика (гръцки: Σαρδική o Σαρδῶν πόλις, латински: Ulpia Serdica), днес София в България, а след това и върху развилия се тук, след I век след Христа, голям град. Вероятно след присъединяването на града към България в началото на 9 век се появява и името Средец, което според източници е осъвремененото название с етимологичното значение на думата Сердец отново произхождащо от името на племето серди.